# Polemochartus nipponensis
Polemochartus nipponensis är en stekelart som beskrevs av Maeto 1983. Polemochartus nipponensis ingår i släktet Polemochartus och familjen bracksteklar. Inga underarter finns listade i Catalogue of Life.